# Cuarteto de cuerda n.º 3 (Revueltas)

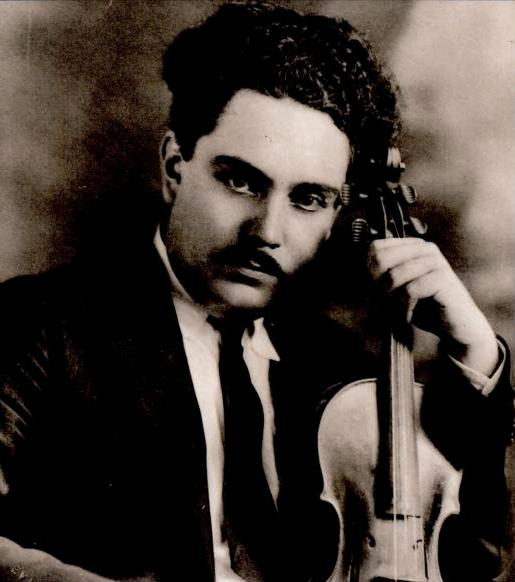
Silvestre Revueltas en 1930

El Cuarteto de cuerda no. 3 es una obra de música de cámara escrita en 1931 por el violinista y compositor mexicano Silvestre Revueltas.

## Historia
Silvestre Revueltas compuso su Tercer Cuarteto en el mismo año que su Segundo, 1931. El Cuarteto Clásico Nacional lo presentó por primera vez el 2 de septiembre de 1931 (Espinosa Barco, 2015, 102). Aunque la partitura se anunció en 1958 como "en preparación para la venta" (Southern Music Publishing Company, Inc., 1958) se publicó finalmente en 1995, cincuenta y cinco años después de la muerte del compositor y varias décadas después de sus otros tres cuartetos. (Baldassarre, 2015, 463)   .

## Análisis
El cuarteto es en tres movimientos:
1. Allegro con brío
2. Lento, misterioso y fantástico
3. Lento–Allegro

Esta obra es considerada "la mejor, más sólida y profunda" de los Cuartetos de Revueltas. El segundo movimiento, marcado como "misterioso y fantasmal", contiene referencias al tercer movimiento del Cuarto Cuarteto de Béla Bartók, que fue escrito apenas tres años antes (Helguera, 1999)   .

## Discografía
- Cuartetos de cuerda de Silvestre Revueltas . Cuartetos de cuerda 1–4. Cuarteto de Cuerdas Latinoamericano (Jorge Risi y Arón Bitrán, violines; Javier Montiel, viola; Álvaro Bitrán, violonchelo). Grabado en la Sala Carlos Chávez, Centro Cultural Universitario, junio de 1984. Grabación LP, 1 disco: analógico, 33⅓ rpm, estéreo, 12 en. Voz Viva de México: Serie Música Nueva. México: Universidad Nacional Autónoma de México, 1984. Reeditado como Silvestre Revueltas: Los cuartetos de cuerdas, segunda edición. Grabación LP, 1 disco: analógico, 33⅓ rpm, estéreo, 12 en. Voz Viva 337–338. Serie Música nueva MN-22. [Ciudad de México]: Voz Viva, 1987.
- Silvestre Revueltas. Música de feria: The String Quartets / los cuartetos de cuerda . Cuarteto No. 1; Cuarteto No. 2, Magueyes ; Cuarteto No. 3; Cuarteto n.º 4: Música de feria . Cuarteto Latinoamericano. Grabado del 9 al 10 de abril de 1993 en Carnegie Free Library, Carnegie, Pensilvania. Nuevo Albion NA062CD. Biblioteca de música clásica. San Francisco: New Albion Records, 1993. Reeditado como Revueltas String Quartets Nos. 1–4 . Hong Kong: Naxos Digital Services Ltd., [2009], transmisión de audio (recurso en línea).
- Martínez Bourguet String Quartet Toca Silvestre Revueltas . Cuartetos de cuerda 1-3 y Música de feria . Cuarteto de cuerdas Martínez Bourguet (Pablo Arturo Martínez Bourguet y Ekaterine Martínez Bourguet, violines; Alessia Martínez Bourguet, viola; César Martínez Bourguet, violonchelo). Grabado en el verano de 2006 en la Sala Carlos Chávez, Universidad Nacional Autónoma de México. Grabación de CD, 1 disco: digital, 4¾ en., estéreo. MB Producciones [sn ]. [México]: MB Producciones, 2007.

## Otras lecturas
- Bitrán, Arón. 1996. "Los cuartetos de Silvestre Revueltas". Pauta 16, nos. 57–58 (January–June): 30–35.
- Madrid, Alejandro L. 2001. "¿Influencias o elementos de retórica? Aspectos de centricidad en la obra de Silvestre Revueltas". Heterofonía: Revista de investigación Musical, núm. 122 (enero–junio): 19–38.

- Datos: Q23035441